# Крень

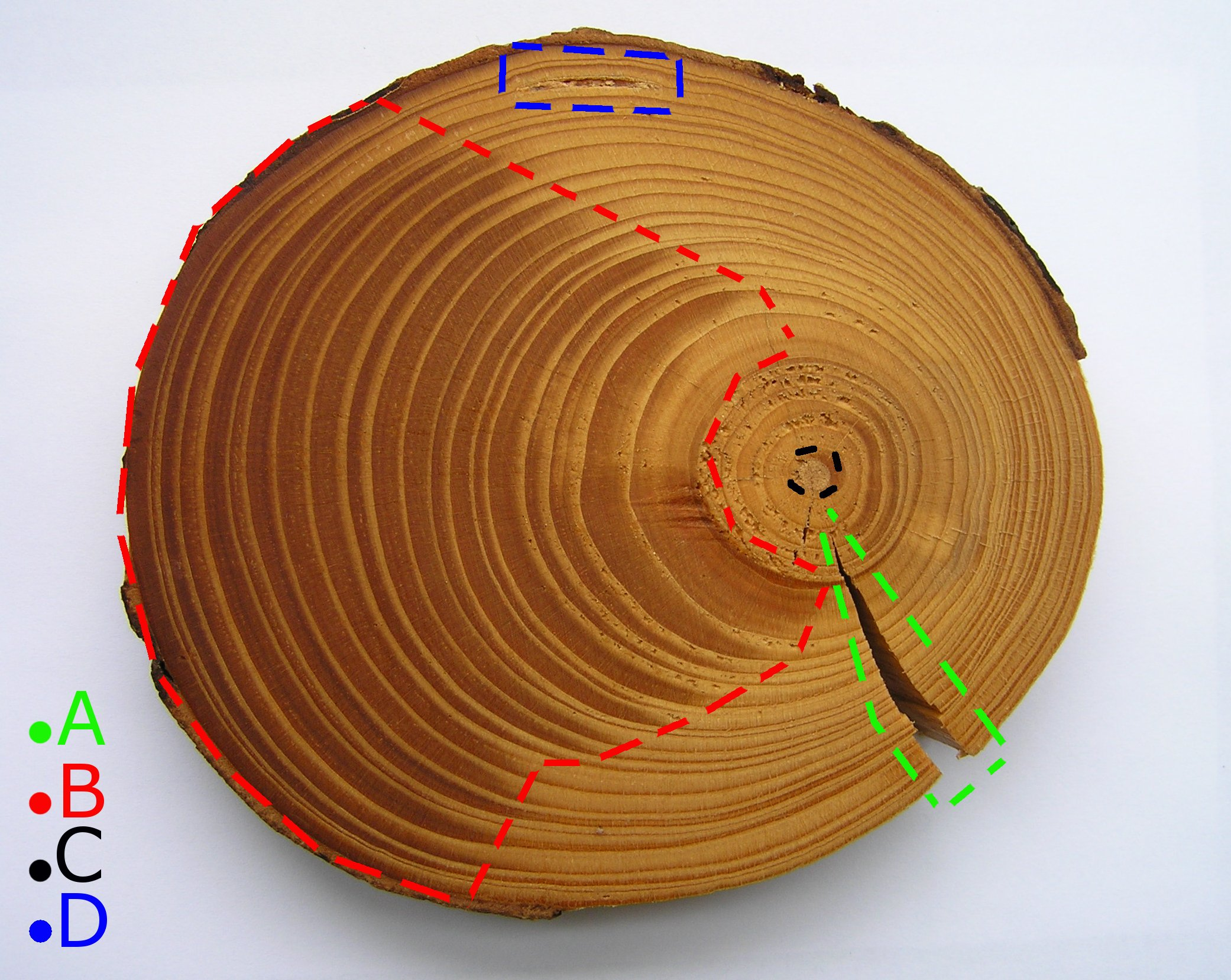
B — сплошная крень

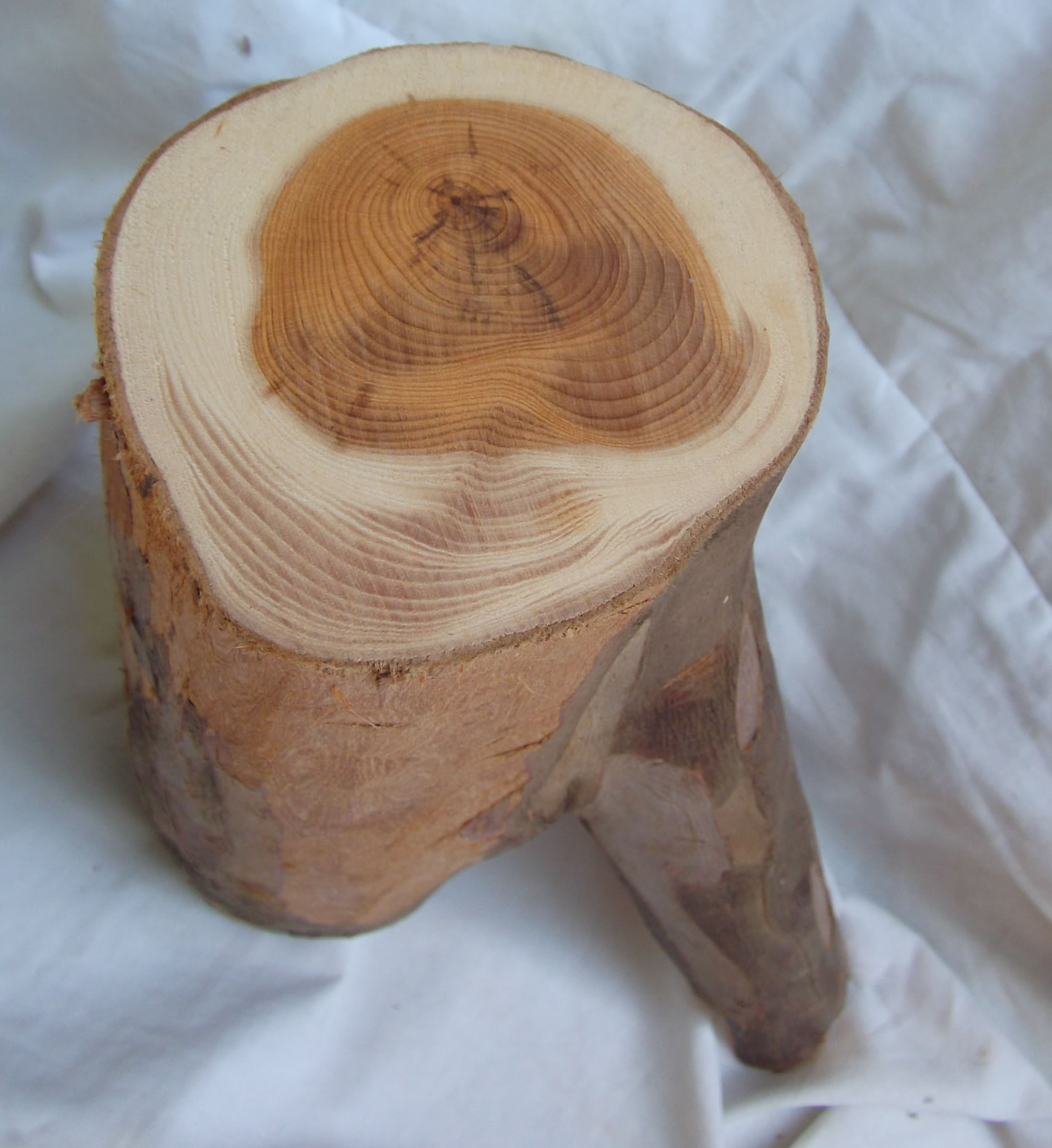
Местная крень

Крень (ж.) — изменение строения древесины хвойных пород в обращённой вниз зоне ствола и сучьев в виде кажущегося утолщения и потемнения поздней зоны годичных слоёв.
Образуется как при сжатии, так и при растяжении находящегося внизу участка. Но, поскольку нижняя сторона наклонённых стволов в большинстве случаев сжата, крень обычно считают следствием этого состояния древесины.
Аналогична тяговой древесине у лиственных пород. Эти два явления иногда объединяют под названием реактивной древесины  (англ.).

## Строение

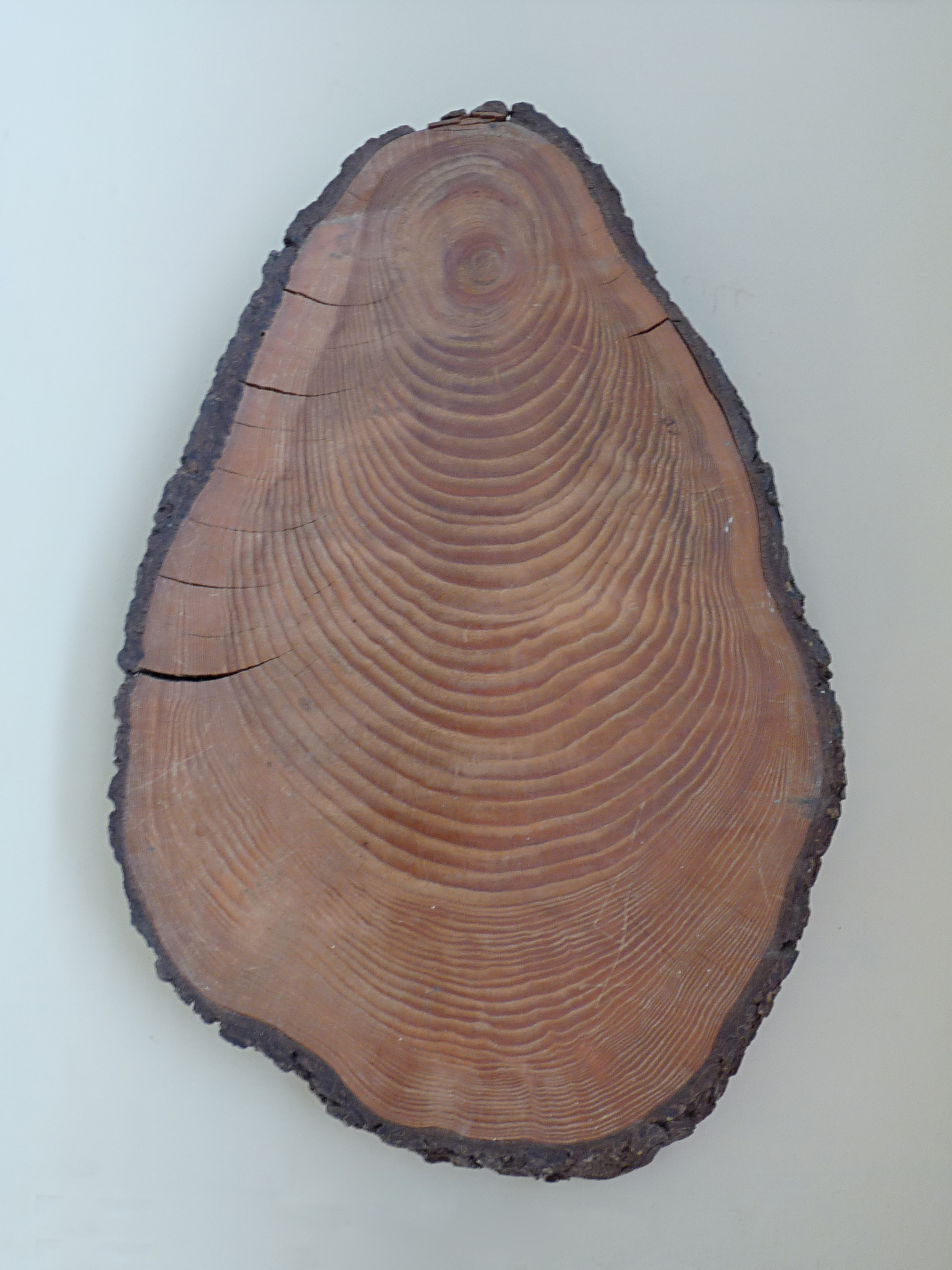
Крень в тёмной древесине

По окраске напоминает позднюю древесину. На торце выглядит как дугообразные, реже кольцевые широкослойные участки тёмноокрашенной древесины красновато-бурого цвета с постепенным, не таким резким, как в нормальной древесине, переходом от поздней зоны к ранней. На боковых поверхностях пиломатериалов и на шпоне — в виде сплошной тусклой тёмноокрашенной полосы.
В креневой древесине повышено содержание лигнина и понижено — целлюлозы.
Крень лучше заметна в свежесрубленной древесине, особенно в светлых породах — ели и пихте. Тёмная окраска древесины (как у лиственницы, кедра и в ядре сосны) маскирует находящуюся в ней крень. Может быть незаметна в тропических породах древесины, имеющих полосатую окраску.
Поверхность у креневой древесины, как правило, более гладкая, чем у нормальной.
В зависимости от степени развития в стволе различаются:
- местная крень, или кремнина (неофициальное) — на торце присутствует в виде узких дугообразных участков или полос, захватывающих один или несколько годичных слоёв. На боковой поверхности пиломатериалов — как узкая полоса. Образуется от кратковременного изгиба ствола и встречается в разных его местах;
- сплошная крень — в виде значительных сплошных участков, захватывающих до 60 % площади поперечного сечения. Поздняя зона увеличена у значительного числа годичных колец, расположенных в направлении бо́льшего радиуса от смещённой сердцевины (см.). Кроме смещения сердцевины, у ствола обязательно присутствуют некоторая кривизна и овальность. Возникает в стволах, длительно подвергавшихся изгибу, чаще в комле и в сучьях[3].

## Возникновение и встречаемость
Основной функцией крени является противодействие силам, стремящимся деформировать ствол и боковые побеги дерева. Причинами возникновения таких сил могут являться произрастание деревьев на склоне, ветер или большая масса снега, накопившаяся на кроне дерева. Толчком к образованию крени может служить повреждение главного побега ствола и замена его боковым. Обнаруживается крень чаще всего в комлевой части стволов и ветвей; на подветренной стороне дерева, подверженного действию ветра, основная масса крени находится вверху ствола.
Крень свойственна искривлённым и наклонно стоящим стволам и всем сучьям. Она может образовываться и в прямых, вертикально растущих деревьях, располагаясь непосредственно под крупными ветвями и двойной вершиной. Но в стволах таких деревьев крени гораздо меньше. Например, в прямоствольных соснах её количество колеблется от 3,3 до 19 %, в то время как в кривых деревьях крень занимает до 67 % древесины.
Деревья, растущие на открытых местах, особо подвержены кренеобразованию. Так, в растущем отдельно можжевельнике крени было обнаружено втрое больше, чем в аналогичных растениях, взятых в древостое. В похожем положении оказываются деревья, растущие в горах, у которых тоже наблюдается присутствие повышенного количества креневой древесины.
В быстро растущих деревьях обычно образуется много крени; этот порок характерен также для насаждений, не пройденных вовремя рубками ухода — встречается он там чаще и в бо́льших количествах.
Особенно часто встречается крень в древесине ели и пихты.

## Влияние на качество древесины

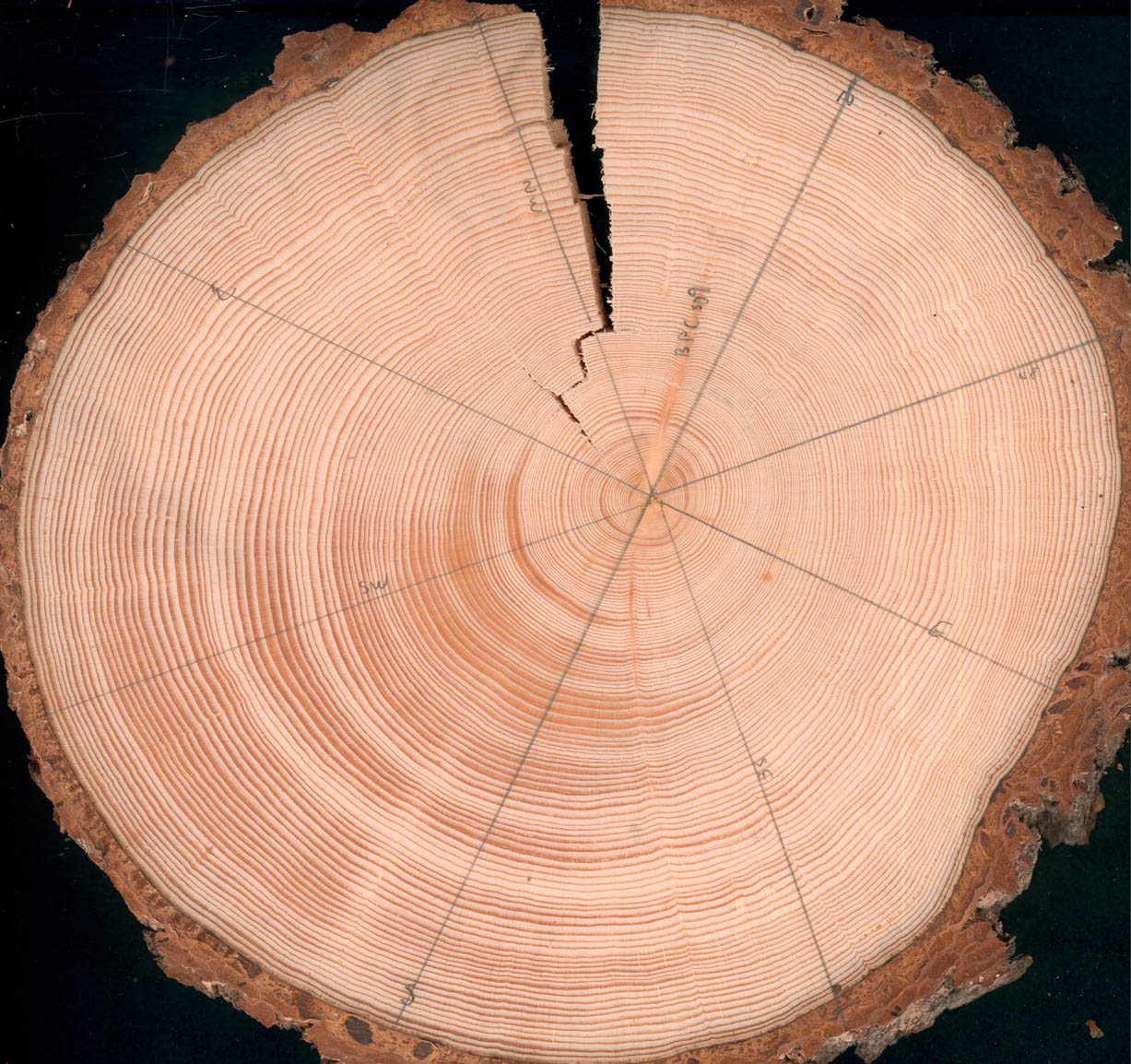
Крень в древесине ели

Плотность (объёмный вес) сильно развитой крени на 15-40 % выше нормальной, что мешает механической обработке древесины. Как свежесрубленная, так и сухая креневая древесина отличается повышенной твёрдостью, прочностью на сжатие и упругостью при статическом изгибе. Прочность при растяжении вдоль волокон понижена. Ударная вязкость крени в свежесрубленной древесине выше нормальной, но после высыхания уступает ей. Прочность креневой древесины в процессе сушки возрастает не так сильно, как древесины нормальной, что связано с пониженным пределом гигроскопичности. В связи с повышенной твёрдостью креневая древесина обрабатывается с трудом и в неё трудно забивать гвозди.
Усушка креневой древесины вдоль волокон (1—2 %) гораздо выше, чем нормальной (0,1—0,2 %), что служит причиной растрескивания и продольного коробления, особенно пиломатериалов небольших поперечных размеров. Вследствие коробления при распиловке происходит зажим пил. Поперечная усушка, особенно в радиальном направлении, меньше нормальной, из-за чего крень даёт ме́ньшую объёмную усушку, чем нормальная древесина. При распиливании сортиментов с крупными поперечными размерами, имеющих крень, часто происходит коробление вследствие снятия напряжений, возникающих из-за разных величин усушки креневой древесины и нормальной, сдерживающей её усадку.
Существенно уменьшено водопоглощение, что препятствует её пропитке. Тем не менее крень легко впитывает влагу из воздуха, сильно разбухая при этом.
Также крень ухудшает внешний вид изделий.
Сильно развитая крень снижает качество и сортность круглых сортиментов, в том числе балансов (см.), используемых для изготовления бумаги, в связи с повышенным содержанием в ней лигнина. Такая древесина при её переработке для изготовления бумаги даёт меньше целлюлозы, отбелка которой влечёт дополнительные расходы; её химическая чистота и прочность понижены. При дефибрировании креневой древесины дробятся её трахеиды, что снижает качество древесной массы. При сульфитной варке отрицательное влияние крени проявляется особенно сильно.

## Ограничения в использовании

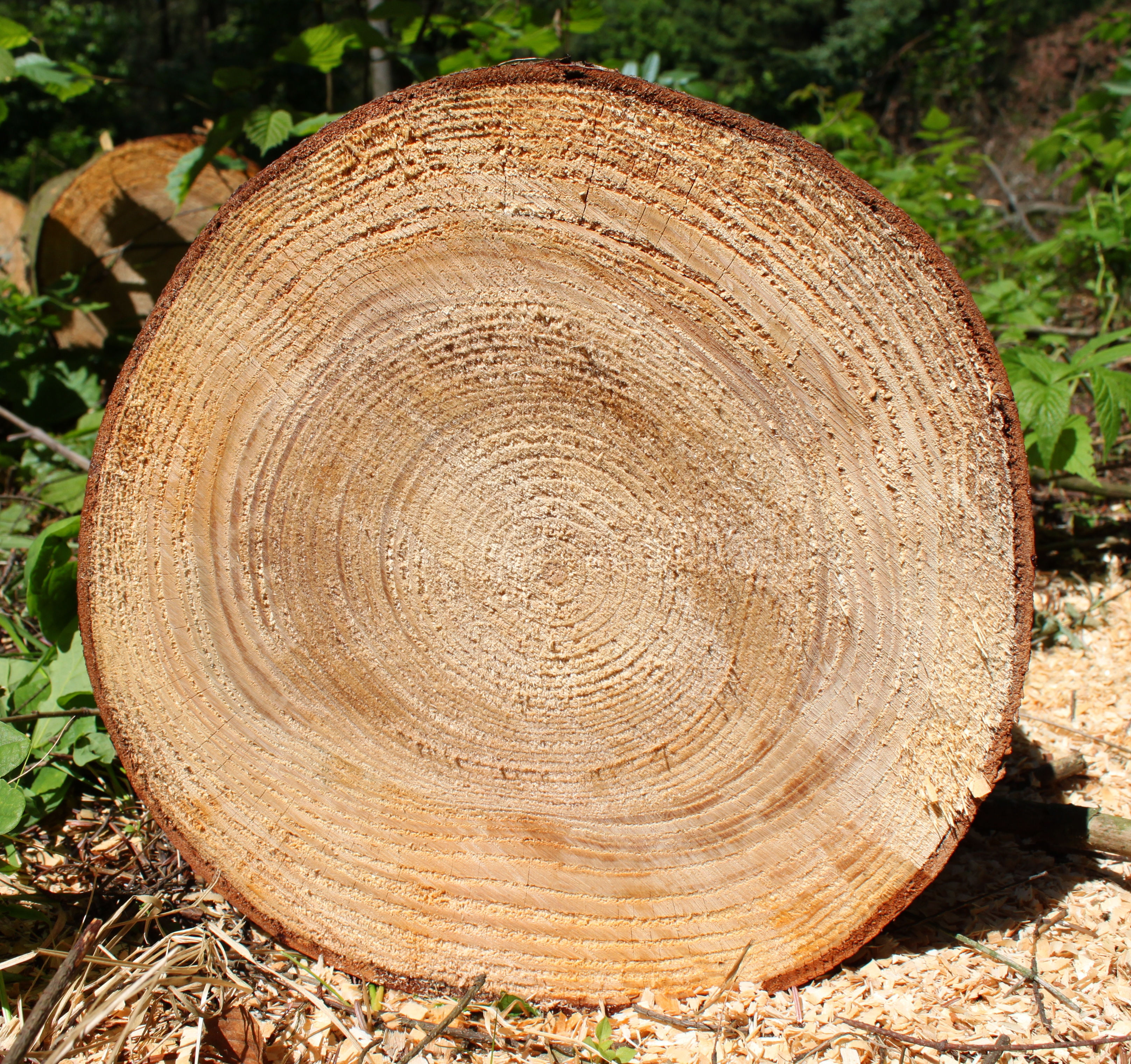
Кремнина в древесине ели

Крень нежелательна в сортиментах, подвергающихся сильному растяжению и ударам.
Крень не является серьёзным пороком в деталях с крупными поперечными размерами. Но следует избегать распиливания креневой древесины на тонкие доски, предназначенные для выработки деталей, в которых важное значение имеет стабильность размеров. Так, в мебельных заготовках крень является серьёзным пороком. В резонансных заготовках, предназначенных для изготовления музыкальных инструментов, крень не допускается вообще.

Небольшие участки местной крени свойства древесины изменяют незначительно, поэтому могут допускаться даже в некоторых сортиментах специального назначения с некоторыми ограничениями.

## Измерение
В круглых лесоматериалах крень измеряют:
1. по длине и ширине, занятых пороком. Допускается измерять один из этих параметров, если это обусловлено спецификой сортимента;
2. по площади зоны, занятой пороком, в процентах от площади соответствующих сторон сортимента.

В пиломатериалах и деталях крень измеряется как в круглых лесоматериалах, а также в долях от размеров сортимента. Если это обусловлено спецификой сортимента, допускается измерять один из указанных параметров.
В фанере креневая древесина измеряется в процентах от площади листа.

## Название
В различных источниках приводятся следующие значения слова «крень», употреблявшиеся в основном в диалекте Архангельской губернии:
1. Крень — твёрдый слой в дереве, косослойное дерево, упругий вересковый прут[6].
2. Кренёк — нетолстый ствол дерева изогнутой формы[6];
кренюжник — хвойное криволесье (тверское)[7];
кремле́вник — хвойный лес на моховом болоте[7][8].
3. Крень — подкладка из хвойного дерева, прикрепляемая под киль судна для защиты от повреждений при перетаскивании через землю и лёд, то есть фальшкиль (также креньё, оно же собирательное название трёх составленных встык частей каждого креня)[7][8][9][10];
4. Крень — киль, выпукло выдававшийся поверх обшивки судна[9].
5. Полозья:
  1. кре́нья — прикреплённые ко дну кренево́го ка́рбаса (иначе весновального), предназначенного для весеннего промысла трески и морского зверя на Мурманском берегу. С помощью этих полозьев карбас вытаскивали на лёд или на берег (также креньё или креньки́ — меньших размеров)[7][8][9];
  2. кре́ни, кре́нки, креньки́ — саночки для перевозки воды в ушате и катания с горок[8], лёгкие дровни[6][7];
  3. кренёк, креньки́ — приспособление для вывозки брёвен из леса, разновидность укороченных саней[6].Саблевидная лиственница

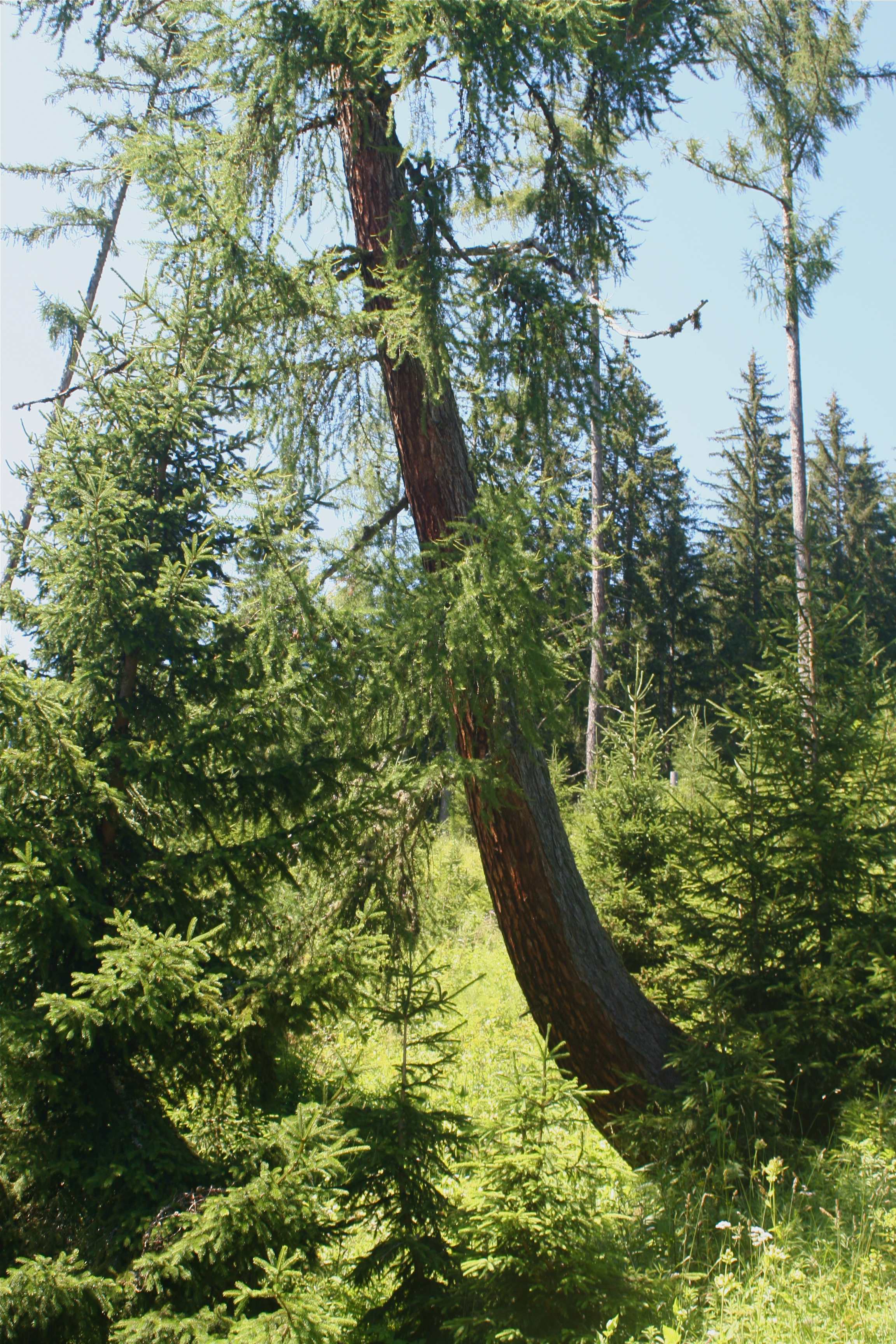
Саблевидная лиственница

6. Кре́ни — дуговатые бревёшки, на которых вращается ветряная мельница[7].
7. Кренёвый, кренево́й, кренева́той — крепкий, «выгнутый» без трещин и надлома из «очень смолистого дерева»[6][7].
8. Крень — скупец, скряга[8].
9. Крень — жила, кремень[8].

Кроме того, в ЭСБЕ упоминается, что слово крень в современном значении использовали лесные рабочие в Петербургской губернии.
Большинство значений обозначают устройства с кривой деревянной деталью, кривое дерево или непосредственно креневую древесину. Значение «полоз» похоже на явление, присутствующее в финском языке. Крень там имеет общее название с тяговой древесиной: lyly (лю́лю). Этим же словом когда-то обозначалось и растущее внаклонку дерево, и длинная скользящая лыжа в паре разноразмерных лыж, употреблявшихся в старину. Вторая лыжа, короткая толчковая, носила название kalhu (ка́льху). Оба этих значения могут быть связаны с использованием саблевидных ели и лиственницы, а также изогнутой внизу сосны для изготовления полозьев.
А. Г. Преображенский в своём Этимологическом словаре русского языка отмечает сходство слова крень с французским carène (карэ́н), обозначающим часть киля и обшивки судна ниже ватерлинии или обтекатель. Это слово произошло от лат. carína — киль, подводная часть корабля.
Словом «крень» в значении «фальшкиль» писатель Виталий Семёнович Маслов озаглавил сборник своих повестей и рассказов, вышедший в 1983 г..